# Immetalia tyrianthina
Immetalia tyrianthina är en fjärilsart som beskrevs av Butler 1879. Immetalia tyrianthina ingår i släktet Immetalia och familjen nattflyn. Inga underarter finns listade i Catalogue of Life.